# Вальпроєва кислота
Вальпроєва кислота (лат. Acidum valproicum, англ. Valproic acid) — синтетичний лікарський препарат, яий є похідним валеріанової кислоти, та належить до протисудомних препаратів. Вальпроєва кислота застосовується переважно перорально, може також застосовуватися внутрішньовенно. Препарат застосовується переважно для лікування епілепсії, у тому числі як парціальних нападів, так і генералізованих епілептичних нападів, а також при епілептичному статусі. Вальпроєва кислота застосовується також для лікування біполярного афективного розладу, мігрені, а також при фебрильних судомах у дітей і дитячих тиках.

## Історія
Вальпроєва кислота (початкова назва 2-пропілвалеріанова кислота) уперше синтезована Беверлі Бертоном як аналог валеріанової кислоти у 1882 році. Тривалий час ця сполука застосовувалась як метаболічно інертний розчинник органічних сполук. У 1962 році випадково при клінічних дослідженнях, у яких проводилось вивчення впливу келліну на лабораторних тварин, французький дослідник П'єр Еймар помітив, що вальпроєва кислота, що використовувалась у цих експериментах як плацебо, мала виражену протисудомну дію на лабораторних щурів. Дані цих досліджень опубліковані у французькому науковому журналі в 1963 році. Дозвіл на продовження клінічних досліджень було передано французькій компанії «Labaz», яка незабаром стала частиною компанії «Sanofi». У 1967 році «Sanofi» отримала перше реєстраційне посвідчення на препарат вальпроєвої кислоти під торговою назвою «Депакін». Паралельно інші європейські компанії незалежно від французької компанії також займались вивченням дії вальпроєвої кислоти та впровадженням у клінічну практику нових її лікарських форм. Так, у 1974 році австрійська фірма «Gerot Pharmazeutika GmbH» уперше випускає таблетки вальпроату без кишково-розчинної оболонки. За три роки ця ж компанія випускає вальпроєву кислоту в желатинових капсулах, вкритих кишковорозчинною оболонкою. У 2003 році австрійська компанія уперше випустила препарат вальпроєвої кислоти у формі готового розчину для внутрішньовенного введення.

## Фармакологічні властивості
Вальпроєва кислота — синтетичний лікарський препарат, який за хімічною структурою є похідним валеріанової кислоти. Механізм дії препарату є багатокомпонентним, та до кінця не дослідженим. Вальпроєва кислота блокує потенціалзалежні натрієві канали та кальцієві канали Т-типу у нервовій системі, унаслідок чого гальмується викид у синаптичну щілину активуючих амінокислот, зокрема найбільшим чином глутамату. Також вальпроєва кислота сприяє підвищенню концентрації гамма-аміномасляної кислоти, яка має безпосередню протисудомну активність, за рахунок інгібування ферменту ГАМК-трансферази; та інгібує зворотнє захоплення гамма-аміномасляної кислоти в тканинах головного мозку, що призводить до зниження збудливості та судомної готовності моторних зон головного мозку. Також препарат зменшує збудження, спричинене вивільненням збуджуючої р-гідроксимасляної кислоти та зменшує процес збуждення, спричинений активацією NMDA-рецепторами глутамату (зокрема HDAC1 і HDAC4). Вальпроєва кислота застосовується переважно для лікування епілепсії, причому є ефективною при всіх формах захворювання, у тому числі при парціальних нападах, а також генералізованих епілептичних нападах та при абсансах, як у дорослих, так і в дитячому віці. При застосуванні вальпроєвої кислоти не спостерігається зниження когнітивних функцій, іноді вони навіть покращуються, препарат також, на відміну від бензодіазепінів, не погіршує гемодинаміку, не пригнічує дихання, не має седативних властивостей та не спричинює зниження рівня свідомості, що підвищує безпечність їх застосування як у дорослих, так і в дітей. Щоправда, вальпроєва кислота при застосуванні при парціальній епілепсії та генералізованими тоніко-клонічними судомами поступається ламотригіну, та є ефективнішою за ламотригін лише при ідіопатичній генералізованій епілепсії в дорослих та міоклонічної форми епілепсії у дорослих і дітей. При застосуванні вальпроєвої кислоти спостерігається дещо більше побічних ефектів, ніж при застосуванні карбамазепіну або ламотригіну. Вальпроєва кислота має досить виражену тератогенну дію, що пов'язано з тим, що вона є антагоністом фолієвої кислоти, яка запобігає розвитку вроджених вад.
Іншим показанням до застосування вальпроєвої кислоти є біполярний афективний розлад. Препарат застосовується переважно для лікування біполярного афективного розладу із переважанням симптомів манії або для запобігання рецидивів захворювання. Вальпроєва кислота застосовується також при мігрені, фебрильних судомах у дітей і дитячих тиках. За повідомленнями преси, вальпроєва кислота може застосовуватися також для покращення розрізнення висоти звуків, та потенційно для вироблення музичного слуху, й у перспективі абсолютного слуху.

### Фармакокінетика
Вальпроєва кислота швидко і добре всмоктується при пероральному застосуванні, максимальна концентрація препарату досягається протягом 1–4 годин після перорального прийому препарату та за 1 годину після внутрішньовенного застосування. Абсолютна біодоступність препарату при пероральному застосуванні складає 93 %, для форм із повільним вивільненням вона складає 89 %. Вальпроєва кислота добре (на 80–95 %) зв'язується з білками плазми крові. Препарат проникає через гематоенцефалічний бар'єр, через плацентарний бар'єр, та виділяється у грудне молоко. Метаболізується вальпроєва кислота у печінці з утворенням неактивних метаболітів. Виводиться препарат із організму переважно із сечею у вигляді неактивних метаболітів. Період напіввиведення вальпроєвої кислоти при самостійному прийомі препарату варіює від 5 до 20 годин. при тривалому прийомі та при прийомі препарату з іншими протисудомними засобами цей час знижується до 6–10 годин.

## Застосування
Вальпроєва кислота застосовується при епілепсії, у тому числі при парціальних та генералізованих епілептичних нападах, при абсансах, розладах поведінки і психіки при епілепсії, судомному синдромі при органічних захворюваннях мозку, біполярному афективному розладі, мігрені, а також при фебрильних судомах у дітей і дитячих тиках.

## Побічна дія
Хоча вальпроєва кислота вважається відносно безпечним препаратом, при її застосуванні нерідко виникають серйозні побічні ефекти, які виникають рідше, ніж при застосуванні фенобарбіталу і карбамазепіну, проте більше, ніж при застосуванні ламотригіну. Найчастішими побічними ефектами препарату є ураження печінки, підвищення рівня аміаку в крові, зміни волосся, панкреатит, нудота, блювання, збільшення ваги тіла, тромбоцитопенія. Іншими побічними ефектами препарату є:
- Алергічні реакції та з боку шкірних покривів — алопеція, шкірний висип, набряк Квінке.
- З боку травної системи — спазми у животі, діарея або запор, втрата апетиту.
- З боку нервової системи — головний біль, запаморочення, ністагм, нервозність, збудження, дратівливість, порушення координації рухів, диплопія, гіперкінези, сонливість, ступор.
- З боку сечостатевої системи — порушення менструального циклу, аменорея.
- Зміни в лабораторних аналізах та з боку кровотворної системи — збільшення часу кровотечі, анемія.

## Протипокази
Вальпроєва кислота протипоказана при підвищеній чутливості до препарату, важких порушеннях функції печінки та підшлункової залози, порфірії, геморагічному діатезі, вираженій тромбоцитопенії, вагітності та годуванні грудьми.

## Форми випуску
Вальпроєва кислота випускається у вигляді ампул по 5 мл 10 % розчину; таблеток і желатинових капсул по 0,125; 0,15; 0,2; 0,25; 0,3 та 0,5 г, сиропу та крапель для прийому всередину по 100 мл.